# Acutaspis paulista
Acutaspis paulista är en insektsart som först beskrevs av Hempel 1900.  Acutaspis paulista ingår i släktet Acutaspis och familjen pansarsköldlöss. Inga underarter finns listade i Catalogue of Life.